# 黄旖旎
黄旖旎（1993年1月20日—），中国足球运动员，中国国家女子足球队成员，司职后卫。曾参加2014年亚足联女子亚洲杯和2018年亚洲运动会女子足球比赛。